# Mateus Caramelo
Mateus Caramelo, né le 18 août 1994 à Clementina et mort le 28 novembre 2016 à La Unión, est un footballeur brésilien qui évolue au poste de défenseur.
Il meurt le 28 novembre 2016, dans le crash du vol 2933 LaMia Airlines.

## Biographie
Caramelo joue en faveur des clubs de Mogi Mirim, du São Paulo FC, de Goianiense et enfin de Chapecoense.
Il dispute au cours de sa carrière 14 matchs en première division brésilienne (0 but), 13 matchs en deuxième division brésilienne (un but), quatre matchs en Copa Libertadores (0 but), et enfin sept matchs en Copa Sudamericana (0 but).